# Zhang He (Shanxi)
Der Fluss Zhang He (chinesisch 漳河) ist der größte Nebenfluss des Wei He (卫河) im Einzugsgebiet des Hai He (海河) in China. 
Seine „Quellen“ liegen im Südosten der Provinz Shanxi, die beiden Flüsse Qingzhang He (清漳河) und Zhuozhang He (浊漳河) vereinen sich im südwestlichen Gebiet von Hebei und der Fluss trägt ab dort den Namen Zhang He. Er hat eine Gesamtlänge von 466 km. In der Zeit der Streitenden Reiche ließ Ximen Bao aus dem alten Staat Wei im Westen des heutigen Linzhang in Hebei zwölf Bewässerungskanäle anlegen (die unter den Namen Ximen Bao Qu bzw. Yin Zhang shi’er qu bekannt sind), eines der frühesten chinesischen Wasserbauprojekte. 1960 bis 1969 wurde am Oberlauf im Kreis Lin (dem heutigen Linzhou 林州市) das Wasserbauprojekt des Rote-Fahne-Kanals (Hongqi qu) erbaut. An seinem Oberlauf befindet sich der Yuecheng-Stausee (Yuecheng shuiku 岳城水库), der Quellfluss Zhuozhang He durchströmt den Zhangze-Stausee (Zhangze shuiku 漳泽水库).